# Most Wanted (FBI)
«Most Wanted» —en español: «Más buscado»— es el decimoctavo episodio de la primera temporada de la serie de televisión FBI, emitiéndose el 2 de abril de 2020. El episodio fue escrito por René Balcer y dirigido por Fred Berner. El episodio fue desarrollado  como un piloto de puerta trasera para la serie FBI: Most Wanted.

## Argumento
Un hombre asesinó a su familia y huye. El equipo pide ayuda al Grupo Especial de Fugitivos del FBI. El grupo de trabajo de fugitivos está dirigido por el agente especial Jess LaCroix, que les dice que su equipo se encargará del caso. El Grupo Especial de Fugitivos fracasa varias veces en su intento de encontrar al asesino, hasta que finalmente consiguen engañarlo para que se reúna con ellos en una cabaña en el bosque. Entonces logran detenerlo.

## Producción

### Desarrollo
El episodio fue el piloto de puerta trasera de la serie FBI: Most Wanted, que se estrenó el 7 de enero de 2020. FBI: Most Wanted y FBI se reunieron de nuevo en un episodio crossover el 24 de marzo de 2020.

### Casting
Los personajes de Julian McMahon, Kellan Lutz, Roxy Steinberg, Keisha Castle-Hughes y Nathaniel Arcand se unieron al elenco principal de la serie FBI: Most Wanted, y los personajes de Alana de la Garza y YaYa Gosselin se unieron al elenco recurrente.

## Recepción

### Calificaciones
En los Estados Unidos, el episodio fue visto por 9,08 millones de espectadores. Con Live+7 DVR visualizado en el factor, el episodio fue visto por 12.81 millones de espectadores.

### Respuesta crítica
Ariel B. de So Many Shows, dijo: «El agente Lacroix es un personaje que parece serlo todo y que lo sabe todo y, hasta ahora, es un poco frustrante. Se siente como un concepto rancio que se ha hecho una y otra vez - probablemente tiene alguna historia acerca de cómo se ha convertido en lo que es, y lo respetado que es por sólo tener una gran tripa. (No eres tan genial como Gibbs, amigo.) No me está gustando este piloto de puerta trasera hasta ahora, y echo de menos a nuestro equipo. Sé que un piloto de puerta trasera abre el escenario para una nueva serie, pero estaría bien ver a nuestros personajes principales de vez en cuando».